# Alex von Falkenhausen Motorenbau

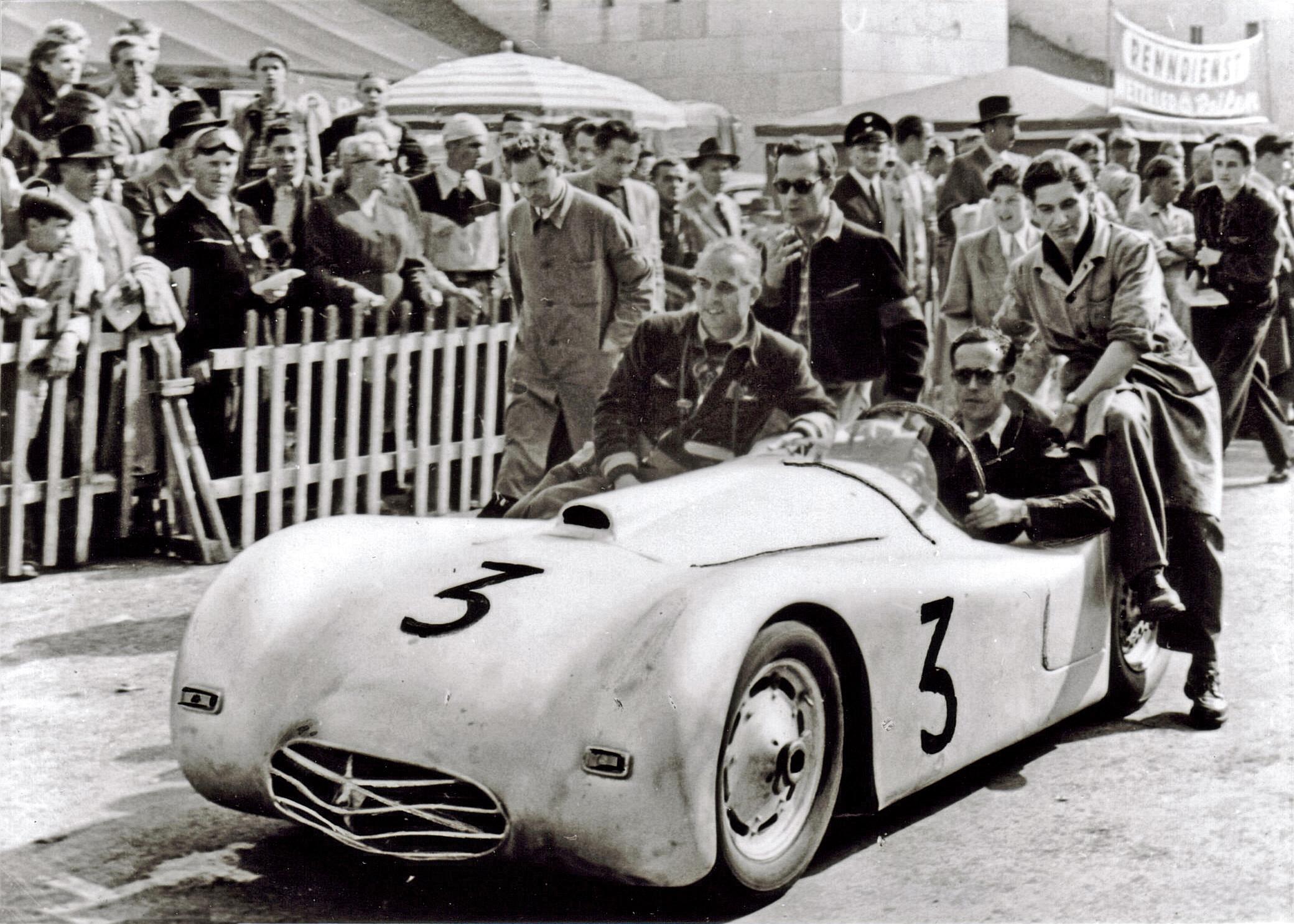
El piloto Karl-Günther Bechem junto a un AFM F-50, en 1951.

Alex von Falkenhausen Motorenbau, o simplemente AFM, fue un constructor alemán de automóviles de carreras. El equipo fue iniciado por Alexander von Falkenhausen, que era en la década de 1930 un ingeniero importante en el desarrollo del modelo BMW 328. El 328 era un coche deportivo dominante a finales de 1930 en Europa y el ganador de la carrera Mille Miglia 1940 en Brescia, Italia. Después de la Segunda Guerra Mundial, von Falkenhausen abrió un taller en Múnich, y en 1948 pasó a construir su marca de coche con el motor de 328. Como resultado, apareció el AFM 1 en Fórmula 2 un año después, conducido por Hans Stuck, culminando en tercer lugar en el Grenzlandring. AFM ganó un calor en el Autódromo de Monza GP con Stuck al volante, superando a los Ferrari de Alberto Ascari y Juan Manuel Fangio. En 1951 Stuck estaba dentro del desarrollo de un ligero motor V8 diseñado por Richard Küchen y ganó la carrera Grenzlandring 1951 de F2 con el llamado AFM 4-Küchen. En los campeonatos del 1952 y 1953 se llevó a cabo a la Fórmula Dos regulaciones, permitiendo a AFM competir en varias rondas del Campeonato del Mundo. Cuando rodó en 1953, los coches eran cada vez menos competitivos y con la caída de F2 ese año la marca y el equipo se desvaneció, mientras Freiherr von Falkenhausen en 1954 comenzó a trabajar para BMW otra vez.

## Fórmula 1
El primer AFM en entrar en un Campeonato Mundial de F1 fue en el Gran Premio de Suiza de 1952. Stuck calificó el auto 14, superando a algunos de los nombres establecidos como Harry Schell, quien conducía un Maserati. Sin embargo, estaba a unos 14 segundos del tiempo de la pole de Giuseppe Farina (Ferrari). En la carrera, Stuck se mantuvo en carrera solo cinco vueltas debido a que el motor Küchen sufrió un fallo.
La otra carrera de 1952 para presentar coches AFM fue el Gran Premio de Alemania. Vehículos de propiedad privada fueron introducidos por Willi Heeks, Helmut Niedermayr, Ludwig Fischer y Willi Krakau, todos con motores de BMW. Ni tampoco Krakau ni Fischer comenzó la carrera, y mientras Niedermayr cayó en la posición número 22, Heeks calificó su coche noveno. En la carrera, Heeks adelantó al Veritas de Paul Pietsch y al BMW de Ernst Klodwig en la primera vuelta, y subió al 7, donde permaneció por cinco vueltas. Sin embargo, en la vuelta 6, comenzó a sufrir inconvenientes con el motor BMW en su coche, y para el final de la vuelta 8, ya se encontraba fuera de carrera. Mientras tanto, Niedermayr había estado haciendo progresos fantásticos a pesar de su floja clasificación, situándose noveno tras el abandono de su compañero de equipo, y aprovechando errores de otros competidores, Niedermayr se colocó octavo tras la pérdida de un neumático por parte de Robert Manzon (Gordini). A pesar de ser superado por Toni Ulmen (Veritas), finalizó la competición en el noveno lugar, constituyendo la primera vez que un AFM culminaba una carrera del campeonato.
Los AFM estaban de vuelta en acción en Alemania al año siguiente. Stuck participó una vez más, esta vez en un equipo privado. Él estaba usando un nuevo motor diferente, el Bristol. Fue acompañado por Günther Bechem en su máquina privada, y Fitzau Theo, conduciendo un coche por Niedermayr, quien había realizado tan buena actuación el año anterior. Niedermayr se había retirado de la competición después de haber matado al menos a 13 espectadores durante un accidente en el Grenzlandring en 1952. Tanto Bechem y Fitzau estaban utilizando motores de BMW, resultando Fitzau el más alto clasificado, en el puesto 21, a más de 80 segundos por detrás de Alberto Ascari (en la pole para Ferrari). Stuck fue 23.º, mientras Bechem, en 30.º, era más dos minutos más lento que Ascari, hecha posible por la longitud extrema del circuito de Nürburgring. Stuck estaba fuera en la primera vuelta por problemas de motor, y al término del cuarto giro Bechem y Fitzau también abandonaban la competición por problemas de motor similares. La última aparición en el campeonato de F1 para AFM llegó en el Gran Premio de Italia a finales de año, cuando Stuck entró en su coche nuevo. Clasificó penúltimo, superando solo al Connaught de Johnny Claes. Sin embargo, terminó 14.º en la carrera, aunque en una discreta actuación (resultado obtenido por el simple hecho de mantenerse en pista). Tenía 13 vueltas detrás del vencedor, Juan Manuel Fangio.
Como la Fórmula 1 abandonó la normativa de Fórmula 2 a finales de 1953, AFM se retiró del campeonato. Su mejor resultado terminó siendo el 9.º lugar de Niedermayr en el Gran Premio de Alemania de 1952.

## Resultados

### Fórmula 1
(Clave) (negrita indica pole position) (cursiva indica vuelta rápida)

| Año     | Equipo            | Chasis | Motor          | Neu. | Pilotos           | 1   | 2   | 3   | 4   | 5   | 6   | 7   | 8   | 9   | Puntos | Pos. |
| ------- | ----------------- | ------ | -------------- | ---- | ----------------- | --- | --- | --- | --- | --- | --- | --- | --- | --- | ------ | ---- |
| 1952    |                   | 6      |                |      |                   | SUI | 500 | BEL | FRA | GBR | GER | NED | ITA |     | -1     | -1   |
| 1952    | AFM               | 6      | Küchen V8      | E    | Hans Stuck        | Ret |     |     |     |     |     |     |     |     | -1     | -1   |
| 1952    | Willi Heeks       | 6      | BMW 328 L6     | ?    | Willi Heeks       |     |     |     |     |     | Ret |     |     |     | -1     | -1   |
| 1952    | Helmut Niedermayr | 6      | BMW 328 L6     | ?    | Helmut Niedermayr |     |     |     |     |     | 9   |     |     |     | -1     | -1   |
| 1952    | Ludwig Fischer    | 6      | BMW 328 L6     | ?    | Ludwig Fischer    |     |     |     |     |     | DNS |     |     |     | -1     | -1   |
| 1952    | Willi Krakau      | 6      | BMW 328 L6     | ?    | Willi Krakau      |     |     |     |     |     | DNS |     |     |     | -1     | -1   |
| 1953    |                   | 6      |                |      |                   | ARG | 500 | NED | BEL | FRA | GBR | GER | SUI | ITA | -1     | -1   |
| 1953    | Hans Stuck        | 6      | Bristol BS1 L6 | D    | Hans Stuck        |     |     |     |     |     |     | Ret |     |     | -1     | -1   |
| 1953    | Hans Stuck        | 6      | Bristol BS1 L6 | E    | Hans Stuck        |     |     |     |     |     |     |     |     | 14  | -1     | -1   |
| 1953    | Helmut Niedermayr | 6      | BMW 328 L6     | D    | Theo Fitzau       |     |     |     |     |     |     | Ret |     |     | -1     | -1   |
| 1953    | Günther Bechem    | 6      | BMW 328 L6     | D    | Günther Bechem    |     |     |     |     |     |     | Ret |     |     | -1     | -1   |
| 1953    | Hans Blees        | 6      | BMW 328 L6     | D    | Hans Blees        |     |     |     |     |     |     | DNP |     |     | -1     | -1   |
| 1953    | Adolf Lang        | 6      | BMW 328 L6     | D    | Adolf Lang        |     |     |     |     |     |     | DNP |     |     | -1     | -1   |
| Fuente: |                   |        |                |      |                   |     |     |     |     |     |     |     |     |     |        |      |

- 1 El Campeonato de Constructores no existía hasta 1958.